# ستيف جوتنبرج
ستيفن روبرت جوتنبرج(بالإنجليزية: Steve Guttenberg) (من مواليد 24 أغسطس 1958) هو ممثل أمريكي وكوميدي معروف جيدا خلال فترة الثمانينات بعد ان ادى الكثير من الأدوار المهمة في أفلام هوليوود الكبرى من الأفلام أكاديمية الشرطة.

## روابط خارجية
- ستيف جوتنبرج على موقع IMDb (الإنجليزية)
- ستيف جوتنبرج على موقع روتن توميتوز (الإنجليزية)
- ستيف جوتنبرج على موقع ألو سيني (الفرنسية)
- ستيف جوتنبرج على موقع أول موفي (الإنجليزية)
- ستيف جوتنبرج على موقع قاعدة بيانات برودواي على الإنترنت (الإنجليزية)
- ستيف جوتنبرج على موقع قاعدة بيانات الأفلام السويدية (السويدية)
- ستيف جوتنبرج على موقع إن إن دي بي (الإنجليزية)
- ستيف جوتنبرج على موقع قاعدة بيانات الفيلم (الإنجليزية)
- ستيف جوتنبرج على موقع كينوبويسك (الروسية)